# Mishmi-Riesengleithörnchen
Das Mishmi-Riesengleithörnchen (Petaurista mishmiensis) ist ein Gleithörnchen aus der Gattung der Riesengleithörnchen (Petaurista). Es wurde 2009 von dem indischen Zoologen und Naturschützer Anwaruddin Choudhury aus dem Distrikt Dibang Valley im nordindischen Bundesstaat Arunachal Pradesh beschrieben und kommt wahrscheinlich auch nur in dieser Region vor.

## Merkmale
Das Mishmi-Riesengleithörnchen erreicht eine Kopf-Rumpf-Länge von 40,5 bis 59 Zentimetern sowie eine Schwanzlänge von 57 bis 60 Zentimetern. Die Art ist damit innerhalb der Gattung vergleichsweise groß. Wie alle Riesengleithörnchen hat es eine große und behaarte Flughaut, die Hand- und Fußgelenke miteinander verbindet und durch eine Hautfalte zwischen den Hinterbeinen und dem Schwanzansatz vergrößert wird. Die Flughaut ist muskulös und am Rand verstärkt, sie kann entsprechend angespannt und erschlafft werden, um die Richtung des Gleitflugs zu kontrollieren.
Die Tiere sind auf der Rückenseite dunkel bis schwärzlich kastanienbraun gefärbt, wobei der zentrale Bereich fast schwarz ist und die Färbung an den Körperseiten und dem vorderen und hinteren Rücken heller wird. Die Gleithaut und auch der Kopf sind ebenfalls dunkel kastanienbraun. Die Bauchseite mit dem ventralen Teil der Gleithaut sind orangebraun bis grau oder sandfarben, an der Unterseite des Schwanzansatzes ist die Fellfarbe gräulich-weiß. Der Schwanz ist dunkelbraun bis schwarz gefärbt, wobei der vordere Bereich kastanienbraun ist und die Farbe zum Ende zunehmend schwarz wird. Die Füße sind schwarz.

## Verbreitung
Das Mishmi-Riesengleithörnchen ist nur aus dem Distrikt Dibang Valley im nordindischen Bundesstaat Arunachal Pradesh bekannt, wo es nordwestlich des Distrikthauptortes Anini in den Mishmi-Bergen gefangen wurde. Ob die Tiere auch in den angrenzenden Gebieten Tibets vorkommen, ist unbekannt.

## Lebensweise
Über die spezifische Lebensweise des Mishmi-Riesengleithörnchens liegen nur sehr wenige Informationen vor. Der Lebensraum liegt im Bereich gemäßigter bis subtropischer Laub- und Nadelwälder in Höhenlagen von 600 bis 1600 Metern. Die Tiere ernähren sich wahrscheinlich wie andere Riesengleithörnchen vegetarisch, spezifische Angaben liegen jedoch nicht vor. Wie andere Riesengleithörnchen sind die Tiere nachtaktiv und streng baumlebend (arboreal).

## Systematik
Die wissenschaftliche Erstbeschreibung des Mishmi-Riesengleithörnchens stammt von dem indischen Zoologen und Naturschützer Anwaruddin Choudhury aus dem Jahr 2009. Wie einige weitere durch Choudhury neu beschriebene Arten wird es im Handbook of the Mammals of the World von 2016 und von der International Union for Conservation of Nature and Natural Resources als eigenständige Art behandelt.
Innerhalb der Art werden keine Unterarten unterschieden.

## Bestand, Gefährdung und Schutz
Das Mishmi-Riesengleithörnchen wird von der International Union for Conservation of Nature and Natural Resources (IUCN) trotz nicht verfügbaren Kenntnisse zur Lebensweise als potenziell gefährdet („near threatened“) eingeordnet. Der Status der Population der Art ist weitgehend unbekannt.

## Belege
1. 1 2 3 4 5 6 7  J.L. Koprowski, E.A. Goldstein, K.R. Bennett, C. Pereira Mendes: Mishmi Giant Flying Squirrel Petaurista mishmiensis. In: Don E. Wilson, T.E. Lacher, Jr., Russell A. Mittermeier (Hrsg.): Handbook of the Mammals of the World: Lagomorphs and Rodents 1. (HMW, Band 6) Lynx Edicions, Barcelona 2016, ISBN 978-84-941892-3-4, S. 772.
2. 1 2  Petaurista mishmiensis in der Roten Liste gefährdeter Arten der IUCN 2019. Eingestellt von: P. Engelbrektsson, R. Kennerley, 2013. Abgerufen am 3. November 2019.